# Khalid Sebil Lashkari
Khalid Sebil Lashkari (en árabe: خالد سبيل إبراهيم أحمد لشكري‎; Abu Dabi, Emiratos Árabes Unidos, 22 de junio de 1987) es un exfutbolista de los Emiratos Árabes Unidos que jugaba en la posición de lateral derecho.

## Carrera

### Club
| Periodo   | Club         |
| --------- | ------------ |
| 2004–2008 | Al-Nasr SC   |
| 2008–2016 | Al-Jazira SC |
| 2016–2018 | Al-Wasl FC   |

### Selección nacional
Jugó para Emiratos Árabes Unidos en 18 ocasiones de 2009 a 2014 y participó en la Copa Asiática 2011.

## Logros
- UAE Pro League (1): 2010-11
- Copa Presidente de Emiratos Árabes Unidos (3): 2010–11, 2011–12, 2015–16
- Copa de Liga de los Emiratos Árabes Unidos (1): 2009-10